# Quinto Aceo Rufo
Quinto Aceo Rufo (en latín: Quintus Accaeus Rufus) fue un senador romano de finales del siglo I, que desarrolló su carrera política bajo Domiciano.

## Carrera política
Su único cargo conocido fue el de consul suffectus entre los meses de mayo y junio de 90, bajo Domiciano.